# Taftan
 Ovo je glavno značenje pojma Taftan. Za druga značenja pogledajte Taftan (razdvojba).
Taftan (perz. تفتان) je vulkanska planina u jugoistočnoj iranskoj pokrajini Sistan i Beludžistan, oko 40 km od granice s Pakistanom. Dijelom je Istočnoiranskog gorja odnosno tektonski aktivne vulkanske regije u kojoj se nalaze i Kuh-e Nader, Kale-je Hasan-Ali, te Bazman. Nadmorska visina vulkana prema najvišim procjenama iznosi 4061 m. Najbliži veći gradovi u okolici Taftana su Haš (50 km južno) i Zahedan (100 km sjeverno). Vulkanska erupcija Taftana nije zabilježena tisućama godina, a danas prolazi fumarolsku fazu.

## Etimologija
Etimološko podrijetlo riječi taftan temelji se na plinovima i magli koja nastaje oko kratera zbog čega planina izgleda kao da je u plamenu, a na perzijskom jeziku podrazumijeva „toplo mjesto”. Kod lokalnog stanovništva vulkan je također poznat i kao Zijarat (mjesto hodočašća).

## Zemljopis
Masiv Taftana približnog je promjera od 20 km i sastoji se od više vrhova iznad 3500 m nadmorske visine, a najviši među njima je Čeheltan koji se sastoji od dvije izbočine u obliku konjskog sedla ‒ jugoistočni Made-Kuh i sjeverozapadni Nar-Kuh. Potonja je niža i nastala je kao ostatak velikog vulkanskog kratera koji je snižen erozijom, dok je Made-Kuh sastavljen od kondenzirane andezitne lave i aktivan je dan danas. Najveća nadmorska visina Taftana ovisno o izvorima iznosi od 3940 do 4061 m, dok se visina okolice kreće od 1500 do 1700 m. Cijeli vrh Čeheltan prekriven je metrima sumpornog sloja koji je iskorištavan kao vrijedna mineralna sirovina, a gusti plinovi koje proizvodi uključuju kemijske spojeve H2SO4, SO2, H2S i CO2.
Plinovi se golim okom mogu vidjeti iz Haša gdje ih lokalno stanovništvo naziva dud. Kao rezultat termalnih izvora na jugu Taftana pojavljuju se naslage sumpora i soli sumporne kiseline zbog kojih potoci na njegovim istočnim i južnim padinama imaju korozivni učinak na sedimente. Uz navedene sezonske vodotoke smješten je niz ruralnih naselja, a na zapadu se nalaze i ostaci starih brana. Jedino naselje s relativno dužom povijesti u široj okolici je Haš koji se nalazi 50-ak km, a na približno istoj udaljenosti nalaze se i Nukabad, Sangan, te Mirdžave. Zahedan, glavni grad pokrajine, smješten je oko 100 km sjeverno. Prvi Europljanin koji se 1893. godine popeo na vrh Taftana bio je britanski diplomat Percy M. Sykes.

## Geologija
Taftan je u geomorfološkom smislu sastavni dio Istočnoiranskog gorja, no geološki predstavlja krajnji jugoistočni krak pojasa vulkanskih stijena koji se proteže do Sahanda u Azarbajdžanu na sjeverozapadu Irana. Navedeni subdukcijski pojas rezultat je sudara euroazijske i arapske litosferne ploče koji se odigrava od oligocena. Na križištu srednjeg i istočnog gorja nalazi se vulkanska regija koja uz Taftan obuhvaća i Kuh-e Nader, Kale-je Hasan-Ali, te Bazman.
Podloga na kojoj je smješten Taftan obuhvaća relativno homogen pojas uz središnji dio istočnih iranskih granica (izuzevši Sistan), oblikovana je tijekom krede odnosno eocena i sadrži prvenstveno sedimente fliša. Ostale prisutne stijene uključuju pješčenjak, škriljac, vapnenac, lapor, melanž, ultramafite, gabro, bazalt i razne metamorfne stijene. Stratigrafska struktura samog vulkanskog masiva koja pokriva navedene starije slojeve sastoji se od dacita i piroklastičnih stijena, a prisutnost hematita daje im ružičastu boju.
Tuf i ignimbrit sačinjavaju 50 m debel sloj star oko dva milijuna godina (pleistocen), a potonja vrst stijene sadrži velike fenokristale amfibola i biotita. Gornji dijelovi masiva sastavljeni su od andezitnih izljeva mlađih od milijun godina koji su zadržali izvornu morfologiju i porfiritnu teksturu. Porfiroblasti većinom uključuju plagioklas, amfibol i piroksen. Izljev lave na sjevernim padinama prekriva površinu od 45 km² i slabo je erodiran.
Prema studijama provedenim sredinom 2000-ih godina, Taftan ima veliki potencijal za razvoj geotermalne energije.

## Poveznice
- Zemljopis Irana
- Popis iranskih vulkana